# Indiánský běh
Indiánský běh je typ pohybu typický střídáním běhu a chůze. Dokud daný jedinec nebo skupina mohou běžet, běží. Potom zpomalí do chůze, během které si odpočinou, aby mohli znovu běžet. Je možno také určit intervaly, střídat například minutu běhu a minutu chůze. V moderní době se indiánský běh používá jako varianta joggingu.
Pojmenován je podle způsobu dopravy indiánů, zejména středoamerických Tarahumarů.